# Gorkha
A Gorkha (nepáli nyelven: गोर्खा) egy nepáli sör. A Carlsberg tulajdonában álló Gorkha Brewery gyártja 2006 óta. Alkoholtartalma 5,5%. Elsősorban azért hozták létre, hogy a Nepálba látogató, helyi sörspecialitásra vágyó turisták igényeit kielégíthessék. Később megjelent az erős változata, a Gorkha Strong is.